# Eleccions legislatives gregues de 1963
Les eleccions legislatives gregues de 1963 se celebraren el 3 de novembre de 1963. Foren marcades per la forta tensió política posterior a l'assassinat del diputat esquerrà Grigoris Lambrakis. Vencé la Unió de Centre de Georgios Papandreu, però com que no va tenir majoria suficient al cap d'un any va haver de tornar a convocar noves eleccions

## Resultats
| Eleccions legislatives gregues de 1963 | Eleccions legislatives gregues de 1963     | Eleccions legislatives gregues de 1963 | Vots      | Vots     | Vots | Escons | Escons |
| Eleccions legislatives gregues de 1963 | Eleccions legislatives gregues de 1963     | Eleccions legislatives gregues de 1963 | No.       | %        | +− % | No.    | +−     |
| --- | ------------------------------------------ | -------------------------------------- | --------- | -------- | ---- | ------ | ------ |
| | Unió de Centre                             | Georgios Papandreu                     |           | 42,04    |      | 126    |        |
| | Unió Nacional Radical                      | Panagiotis Kanel·lópulos               |           | 39,37    |      | 118    |        |
| | Esquerra Democràtica Unida                 | Ioannis Passalidis                     |           | 14,34    |      | 43     |        |
| | Partit Progressista                        | Spiros Markezinis                      |           | 3,73     |      | 2      |        |
| | Moviment per la Democràcia i el Socialisme |                                        |           | 0,02     |      | -      |        |
| | Democràcia Cristiana                       |                                        |           | 0,02     |      | -      |        |
| | Llistes d'Independents/Altres              |                                        |           | 0.42     |      | -      |        |
| Totals | Totals                                     | Totals                                 |           | 100.00   |      | 300    |        |
| Constituències | Constituències                             | Constituències                         |           | 55       |      | 300    |        |
| Vots vàlids | Vots vàlids                                | Vots vàlids                            | 4,667,154 |          |      |        |        |
| Vots nuls | Vots nuls                                  | Vots nuls                              | 41,675    | (0,88%)  |      |        |        |
| Vots totals | Vots totals                                | Vots totals                            | 4,708,851 | (83,15%) |      |        |        |
| Electorat | Electorat                                  | Electorat                              | 5,662,965 |          |      |        |        |
| Població | Població                                   | Població                               | 8,404,080 |          |      |        |        |
| Source: - Antonis M. Pantelis - Stefanos I. Koutsoumpinas - Triantafyllos A. Gerozhshs, Texts of Constitutional History, vol. 2, p. 852. - Arxius de Konstantinos Karamanlis |                                            |                                        |           |          |      |        |        |